# 9122 Hunten
9122 Hunten (1998 FZ8) là một tiểu hành tinh vành đai chính được phát hiện ngày March 22, 1998 bởi Spacewatch ở Kitt Peak.